# Skriperó
Skriperó (Skripero) är en ort i Grekland.   Den ligger i prefekturen Nomós Kerkýras och regionen Joniska öarna, i den västra delen av landet, 400 km nordväst om huvudstaden Aten. Skriperó ligger 299 meter över havet och antalet invånare är 500. Den ligger på ön Korfu.
Terrängen runt Skriperó är huvudsakligen kuperad, men åt sydost är den platt.  Närmaste större samhälle är Korfu, 15,2 km sydost om Skriperó. 